# Administrativní dělení Íránu

Provincie Íránu podle počtu obyvatel v roce 2014

Provincie Íránu podle hustoty zalidnění v roce 2013

Provincie Íránu podle rozlohy (km^{2})

Provincie Íránu podle podílu na národním HDP v roce 2014

Provincie Íránu podle výše HDP na obyvatele v roce 2012

Administrativní dělení Íránu je geografické rozdělení Íránu pro účel veřejné správy. První úroveň členění Íránu je na 31 provincií (persky استان‎ ostān). Každá provincie je spravována místním centrem, obvykle největším místním městem, které je nazýváno hlavní město provincie (persky: مرکز Markaz). Provincie se dále dělí na kraje/podprovincie (شهرستان‎ šahrestán), okresy (بخش‎ bakš) a venkovské aglomerace/venkovské okresy (دهستان‎ dehestán). Venkovské aglomerace/venkovské okresy zahrnují několik vesnic. Jedno z měst okresu je jmenováno hlavním městem okresu.
V roce 2011 měl Írán podle sčítání Statistického centra Íránu 397 krajů/podprovinčních správních obvodů (šahrestán), 889 okresů (bakš), 2 400 venkovských aglomerací (dehestán), 1 331 měst a obcí/městských oblastí (شهر‎ šahr) a přibližně 96 549 vesnic (آبادی‎ abadi).

## Historie
Do roku 1950 byl Írán rozdělen do dvanácti provincií: Ardalán, Ázerbájdžán, Balúčistán, Fárs, Gílán, Arak-e Adžam, Chorásán, Chúzistán, Kermán, Larestán, Lorestán a Mázandarán.
V roce 1950 byl Írán reorganizován na deset provincií s podřízenými guvernoráty: Gílán; Mázandarán; Východní Ázerbájdžán, Západní Ázerbájdžán; Kermánšáh; Chúzistán; Fárs; Kermán; Chorasán; Isfahán.
Od roku 1960 do 1981 byly guvernoráty povýšeny do provinčního stavu. Od té doby bylo vytvořeno několik nových provincií, naposledy v roce 2004, kdy byla provincie Chorásán rozdělena do tří nových provincií, stejně jako odtrhnutí provincie Alborz z Teheránské provincie v roce 2010.

Mapa provincií Íránu.

## Aktuální provincie
| Provincie               | Hlavní město | Rozloha (km2) | Počet obyvatel | Hustota zalidnění (ob./km2) | Počet hrabství | Mapa |
| ----------------------- | ------------ | ------------- | -------------- | --------------------------- | -------------- | ---- |
| Alborz                  | Karadž       | 5 833         | 2 712 400      | 413,6                       | 4              |      |
| Ardabíl                 | Ardabíl      | 17 800        | 1 270 420      | 70,1                        | 9              |      |
| Východní Ázerbájdžán    | Tabríz       | 45 650        | 3 909 652      | 82,3                        | 19             |      |
| Západní Ázerbájdžán     | Orumíje      | 37 411        | 3 265 219      | 78,8                        | 14             |      |
| Búšehr                  | Búšehr       | 22 743        | 1 163 400      | 45,4                        | 9              |      |
| Čaharmahál a Bachtijárí | Šahr-e Kord  | 16 332        | 947 763        | 54,8                        | 6              |      |
| Fárs                    | Šíráz        | 122 608       | 4 851 274      | 37,5                        | 23             |      |
| Gílán                   | Rašt         | 14 042        | 2 530 696      | 176,7                       | 16             |      |
| Golestán                | Gorgán       | 20 367        | 1 868 819      | 88                          | 11             |      |
| Hamadán                 | Hamadán      | 19 368        | 1 738 234      | 90,8                        | 8              |      |
| Hormozgán               | Bandar Abbás | 70 697        | 1 776 415      | 22,3                        | 11             |      |
| Ílám                    | Ílám         | 20 133        | 580,158        | 27,7                        | 7              |      |
| Isfahán                 | Isfahán      | 107 029       | 5 120 850      | 45,6                        | 21             |      |
| Kermán                  | Kermán       | 181 785       | 3 164 718      | 16,3                        | 14             |      |
| Kermánšáh               | Kermánšáh    | 24 998        | 1 952 434      | 77,8                        | 13             |      |
| Severní Chorásán        | Bodžnúrd     | 28 434        | 863 092        | 30,5                        | 6              |      |
| Chorásán Razaví         | Mašhad       | 118 854       | 6 434 501      | 41,4                        | 29             |      |
| Jižní Chorásán          | Bírdžand     | 151 193       | 768 898        | 9,5                         | 8              |      |
| Chúzistán               | Ahváz        | 64 055        | 4 710 509      | 67,8                        | 18             |      |
| Kohgíluje a Bójer-Ahmad | Jasúdž       | 15 504        | 713 052        | 42,5                        | 5              |      |
| Kurdistán               | Sanandadž    | 29 137        | 1 603 011      | 51,3                        | 9              |      |
| Lorestán                | Chorramábád  | 28 294        | 1 760 649      | 62                          | 9              |      |
| Markazi                 | Arák         | 29 127        | 1 429 475      | 48,5                        | 10             |      |
| Mázandarán              | Sárí         | 23 842        | 3 283 582      | 129,7                       | 15             |      |
| Kazvín                  | Kazvín       | 15 667        | 1 273 761      | 77,3                        | 5              |      |
| Qom                     | Qom          | 11 526        | 1 292 283      | 99,9                        | 1              |      |
| Semnán                  | Semnán       | 97 491        | 702 360        | 6,5                         | 4              |      |
| Sístán a Balúčistán     | Záhedán      | 180 726       | 2 775 014      | 13,9                        | 8              |      |
| Teherán                 | Teherán      | 12 984        | 13 267 637     | 647,6                       | 13             |      |
| Jazd                    | Jazd         | 73 477        | 1 138 533      | 8,3                         | 10             |      |
| Zandžán                 | Zandžán      | 21 773        | 1 057 461      | 46,6                        | 7              |      |
| Írán                    | Teherán      | 1 648 195     | 82 011 735     | 46,1                        | 342            |      |